# 英春流
英春流（えいしゅんりゅう）は、アマチュアの鈴木英春が開発した将棋の戦法である「かまいたち戦法」（「19手定跡」ほか）および「カメレオン戦法」の総称。近年ではこれに英春流の「右四間」「陽動振り飛車」が開発されている。

## かまいたち戦法
先手番では初手▲7六歩もしくは端歩突きの出だしから、中飛車や三間飛車などを除いては基本的には相手の戦術によらず▲4八銀～▲5六歩～▲5七銀と右の銀を中央に進出させるのが基本の構えとなっており（中飛車と三間飛車に対しては▲4八銀以下、飛先不突き型での一直線の右四間飛車に組む形で対抗する）、振り飛車に対しては5筋位取り、居飛車に対しては菊水矢倉に組む戦術を取る。後手番では初手△6二銀の出だしから角道を開けないまま駒組みを進め、対居飛車では△5四歩と突いた際に▲2四歩から飛車先を切られた場合は、そのタイミングで△3四歩と突く。コンピュータ評価値では、英春流の初手は疑問手と評価されている。
『イメージと読みの将棋観』（2010年、日本将棋連盟）によると、2手目の△6二銀は平成以降から2008年までの公式戦で通算21局指されて先手の11勝10敗と、五分の成績だという。その中でも1994年の竜王戦1組出場者決定戦で、羽生善治が谷川浩司に対して指し、勝利した一局が有名である。同書で6名の棋士の見解は、居飛車であれば先手だけ飛車先を交換できるなど後手の手順を咎められるが、振り飛車では咎められず、そのため藤井猛は振り飛車党に対して居飛車にしてみろという挑発だとしている。実際三浦弘行に指されて▲2六歩と指して負けて相手の術中にはまったという。谷川浩司は2手目の△6二銀は2手目△9四歩や△1四歩よりも先手が有利としている。
『必殺!かまいたち戦法―英春流のすべて 』(三一将棋シリーズ、三一書房　1988年）によると、鈴木がこの戦法を開発したのは奨励会時代に出会った禅の修行がきっかけと語っており、禅寺での修行時に師の則竹秀南に「禅のことを知るためにはどの本を読めばよいか」と聞いたところ、「（山田無文の「真理の言葉」を指して）この本だけを読めばよい」と告げられた事を端に、将棋においても「この戦法だけでよい」と言い切れる総合戦法を編み出すべく考案された。
年齢制限による奨励会の退会後に大よその骨子が完成したこの戦法を用いてアマ棋戦に出場し、1986年と87年にはアマ王将のタイトルを連覇した。

### 対居飛車
『必殺!19手定跡―英春流「かまいたち」戦法〈居飛車編〉』 (三一将棋シリーズ、三一書房　1990年）によると、基本戦術は右図に示す3パターンで、いずれも19手で基本図までたどり着くので「19手定跡」と呼ばれる。
先手番では初手▲7六歩の出だしから▲4八銀～▲5六歩～▲5七銀と銀を中央に進出し、その間に後手が△8六歩▲同歩△同飛と飛車先を切ってきた場合には、後手の角道が開いている場合は▲2二角成△同銀▲7七角で、△8九飛成ならば▲2二角成。以下の予想される手順は△3三角に▲2一馬△9九角成▲5五桂（基本図1、一直線型）、△8九飛成に変えて△8二飛なら▲8四歩とし、以下の予想される手順は△3三桂▲8八飛△7二銀▲3八金（基本図2、左右分裂型）、開いていない場合には▲7八金から、通常通りの駒組みを進めていずれも不利になることはないとされる。
なお、手順中▲7八金に後手が△7六飛と横歩を取ってきたら、▲6六角と出ておき、以下△8六飛▲8八銀△8二飛▲5七銀として5筋の位を取りに行く。以下後手が△5四歩と位取りを阻止してきたらそこで▲5五歩とし、以下△同歩に▲5四歩として、中央制圧していく（基本図3-1、横歩取らせ型）。
後手番の際は角道を開けずに飛車先を切らして駒組みを進める。銀を上がるために△5四歩と突いた際に▲2四歩からまた飛車先の歩を合わせてきて5四の歩を取りに来た場合、そのタイミングで△3四歩と突く。以下3四の横歩をとってきた場合は横歩取らせ型となるが、いずれにせよ後手番ながら手得となって駒組みを進められる（基本図3-2）。
これらの戦術のルーツは、一直線型と左右分裂型が木村義雄十四世名人著『将棋大観（上）』平手編の相懸戦に出てくる手順で、横歩取らせ型は二枚落ち上手の▲3四歩を誘っての△5五歩止め戦法にあるという。
| 9  | 8  | 7  | 6  | 5  | 4  | 3  | 2  | 1  |    |
|    |    |    |    |    |    |    |    |    | 一 |
|    |    |    |    |    |    |    |    |    | 二 |
|    |    |    |    |    |    |    |    |    | 三 |
|    |    |    |    |    |    |    |    |    | 四 |
|    |    |    |    |    |    |    |    |    | 五 |
|    |    | 歩 |    | 歩 |    |    |    |    | 六 |
| 歩 | 歩 | 角 | 歩 | 銀 | 歩 | 歩 | 歩 | 歩 | 七 |
|    | 銀 | 金 |    | 金 |    |    | 飛 |    | 八 |
| 香 | 桂 |    | 玉 |    |    |    | 桂 | 香 | 九 |

穏やかに駒組みを進めた場合は飛車先は受けずに▲6九玉型の菊水矢倉に組み（基本図4）、以下相手の指し手によってはミレニアム囲いや銀冠に組み替える場合もある。

### 対振り飛車
早い段階で5筋の位を取り右銀を▲5六銀～▲6五銀と進め、飛車を5筋に展開する。先手はこの後▲5六飛と浮いて4段目をカバーし、左銀を6六に、右金を6八に移動する。縦に長い構えであり、相手の囲いの発展を抑えている。また穴熊など持久戦の際は英春流側も穴熊にして攻撃するバリエーションがある。
対三間飛車や対中飛車に関しては、『必殺!かまいたち戦法―英春流のすべて 』(三一将棋シリーズ、三一書房　1988年）や、『必殺!右四間―英春流「かまいたち」戦法〈完結編〉』 (三一将棋シリーズ、三一書房　1991年）によると、基本図1のような陣形で仕掛ける。
| 9  | 8  | 7  | 6  | 5  | 4  | 3  | 2  | 1  |    |
|    |    |    |    |    |    |    |    |    | 一 |
|    |    |    |    |    |    |    |    |    | 二 |
|    |    |    |    |    |    |    |    |    | 三 |
|    |    |    |    |    |    |    |    |    | 四 |
|    |    |    |    |    |    |    |    |    | 五 |
|    |    | 歩 |    | 銀 | 歩 | 歩 | 歩 | 歩 | 六 |
| 歩 | 歩 | 角 | 歩 | 歩 |    | 桂 |    |    | 七 |
|    | 銀 | 玉 |    | 金 | 飛 |    |    |    | 八 |
| 香 | 桂 |    | 金 |    |    |    |    | 香 | 九 |

| 9  | 8  | 7  | 6  | 5  | 4  | 3  | 2  | 1  |    |
| 香 | 桂 | 銀 | 金 |    |    |    | 桂 | 香 | 一 |
|    |    |    | 王 | 飛 |    | 金 | 角 |    | 二 |
| 歩 | 歩 | 歩 | 歩 |    | 銀 |    | 歩 | 歩 | 三 |
|    |    |    |    | 歩 | 歩 | 歩 |    |    | 四 |
|    |    |    |    |    | 歩 |    |    |    | 五 |
|    |    | 歩 |    | 銀 |    |    |    |    | 六 |
| 歩 | 歩 |    | 歩 | 歩 |    | 歩 | 歩 | 歩 | 七 |
|    | 角 | 玉 |    |    | 飛 |    |    |    | 八 |
| 香 | 桂 | 銀 | 金 |    | 金 |    | 桂 | 香 | 九 |

| 9  | 8  | 7  | 6  | 5  | 4  | 3  | 2  | 1  |    |
| 香 | 桂 |    | 金 |    | 金 |    | 桂 | 香 | 一 |
|    | 王 | 銀 |    |    |    | 飛 | 角 |    | 二 |
| 歩 | 歩 | 歩 | 歩 | 歩 | 銀 |    | 歩 | 歩 | 三 |
|    |    |    |    |    | 歩 | 歩 |    |    | 四 |
|    |    |    |    |    | 歩 |    |    |    | 五 |
|    |    | 歩 |    | 銀 |    |    |    |    | 六 |
| 歩 | 歩 |    | 歩 | 歩 |    | 歩 | 歩 | 歩 | 七 |
|    | 角 | 玉 | 銀 |    | 飛 |    |    |    | 八 |
| 香 | 桂 |    | 金 |    | 金 |    | 桂 | 香 | 九 |

また、基本図2のように組む基本的に振り飛車居飛車問わず相手することができる戦法もあり、対中飛車や対三間飛車にはこれを応用する。ポイントは対居飛車では左銀を8八に配備する点で、これは相手が角交換を求めてきたときにそれを避け、その際銀を7七から6六へ上がって活用する余地を残している。その後、8六の歩を8四まで配置し、８筋逆襲をする戦術となっている。

## つくつくぼうし戦法
飛車先の歩を伸ばした後に、加えてつくつくぼうし側から見て6筋・7筋の歩を5段目まで伸ばし、そこから6段目に飛車を浮いて横に振り石田流に構えるひねり飛車と似たような発想の戦法。セミのツクツクボウシとは関係なく、歩をいくつも突く事から命名された。元は鈴木が奨励会時代に左香落ち上手で用いていた指し方を平手に応用した指し方で、野山知敬との朝日アマ名人戦決勝でも用いている。

## カメレオン戦法
カメレオンという戦法は『島ノート』で紹介されているが、実はカメレオンには英春流のカメレオンもある。
『英春流　かまいたち＆カメレオン戦法』 (マイナビ将棋BOOKS、2019年）によると、これは鈴木が後年新たに開発した総合戦法であり、守りに軸を置くかまいたち戦法に対し攻めに主体を置いた戦法。先手番では初手▲9六歩或いは▲4八銀、後手番であれば2手目はかまいたち戦法と同様に△6二銀と上がり、以下▲3六歩～▲3七銀と右銀を3七に進出させる。
2018年の段階のコンピューター将棋の評価値によれば、カメレオン戦法の初手である▲9六歩は疑問手と評価されている。ただし鈴木は上記の著書でも書いているが、このカメレオンは角道を開けない戦法であるので、初手▲7六歩であるかまいたちと違い、後手番を想定してつくっている。したがって▲9六歩は、先手番でもカメレオンを行うならばの初手となっている。
| 9  | 8  | 7  | 6  | 5  | 4  | 3  | 2  | 1  |    |
| 香 | 桂 |    | 金 |    |    |    | 桂 | 香 | 一 |
|    | 王 | 銀 |    | 金 |    | 飛 |    |    | 二 |
|    | 歩 |    |    |    | 銀 | 角 | 歩 |    | 三 |
| 歩 |    | 歩 | 歩 | 歩 | 歩 | 歩 |    | 歩 | 四 |
|    |    |    |    |    |    |    | 歩 |    | 五 |
| 歩 |    |    |    | 歩 | 歩 | 歩 | 銀 | 歩 | 六 |
|    | 歩 | 歩 | 歩 | 銀 | 金 | 玉 |    |    | 七 |
|    |    |    |    |    |    |    | 飛 |    | 八 |
| 香 | 桂 | 角 |    |    | 金 |    | 桂 | 香 | 九 |

ここから対居飛車や対中飛車においては▲3八飛～▲4六銀から角道を開けないままの袖飛車に組み、特に対居飛車では場合によっては居玉のまま素早く動いて3筋を抑え込む展開となる。四間飛車や三間飛車に対しては右銀と、▲6八銀～▲5七銀と左の銀も進出させ、嬉野流（鳥刺し）と似た形に進行する。
また、図3のように、序盤で棒銀と見せかけて出ていった右銀が、実は玉が右に移動することで、守備駒に変身する。居飛車なのか振り飛車なのかよくわからず右玉といっていいのかもわからない。そんな変幻自在の変わり身を見せる技の英春流が「カメレオン戦法」である。